# Congosto
Congosto là một đô thị trong tỉnh León, Castile và León, Tây Ban Nha. Dân số khoảng 350 người.

## Người nổi tiếng
- Álvaro de Mendaña de Neira (1541-1595), nhà thám hiểm